# Villámcsődület

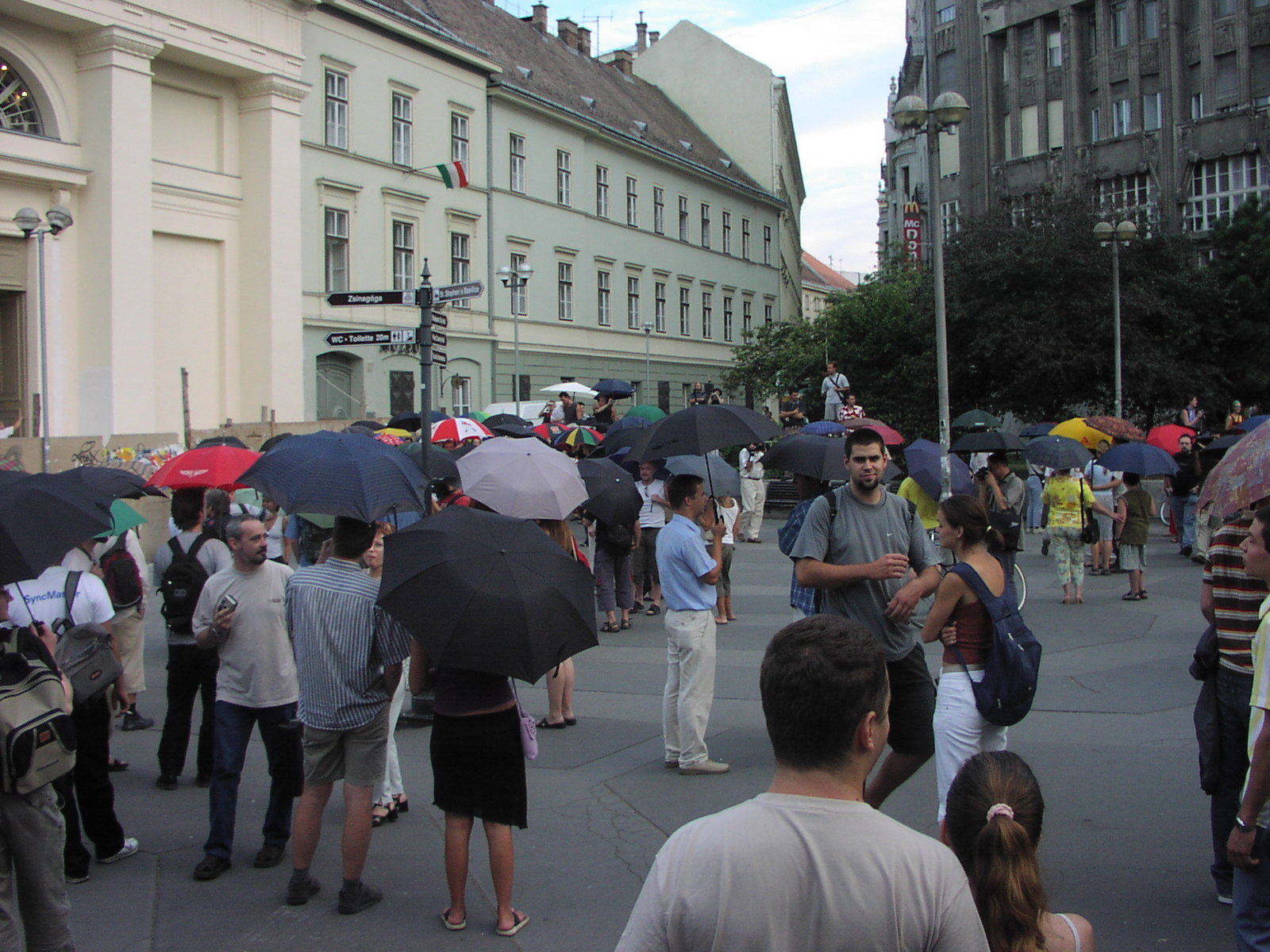
Ernyőnyitás a budapesti Deák téren

A villámcsődület (vagy angolból átvett szóval flash mob, olykor flashmob) embereknek spontán, azaz nem előre szervezett csoportosulását jelenti; hirtelen jön létre valamely nyilvános helyen, a résztvevők valami szokatlant csinálnak, tipikusan egy demonstrációt hajtanak végre, majd a csoportosulás ugyanolyan hirtelen fel is oszlik. A villámcsődület viszonylag új társadalmi jelenség, az első 2003 májusában volt New Yorkban. Célja, mint minden egyéb demonstrációé, a figyelemfelkeltés, a hétköznapi ember elgondolkodtatása. Bár a villámcsődületnek nincs politikai célja vagy színezete, a médiában olykor tévesen politikai demonstrációkra is használják a flash mob megnevezést. Ennek oka az lehet, hogy az illető demonstráció flashmob-ként volt megszervezve, azaz nem egy tüntetésként, amit például Magyarországon 72 órával előtte be kell jelenteni, hanem egy flashmob, amelyhez a polgároknak joguk van, és kitűnő eszköz a demonstrációkra, akár politikai, akár civil. Rendszeresen történnek politikai demonstrációk flash mob formájában, Magyarországon is.

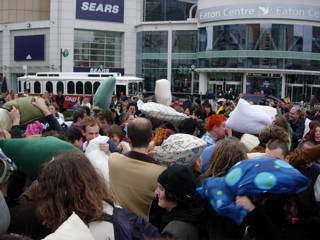
Párnacsata az utcán, Torontóban

Az első magyar villámcsődület 2003. augusztus 27-én volt a budapesti Deák téren, ahol este hétkor a harang szavára kinyitották esernyőiket.
„Villámcsődület az interneten” az elnevezése a flash mobnak, amikor az valamelyik keresőben, valamely fogalom keresésekor időlegesen, olyan, az eredeti fogalomhoz (esetleg csak részben) kapcsolódó találatokat eredményez, amelyek célja a meghökkentés és a figyelem felkeltése egy adott cél érdekében.
Az első magyar villámcsődületet az interneten Európa kulturális fővárosa (Pécs, 2010) népszerűsítésére rendezték.

## Külső hivatkozások
- Esti dal – Ars Sacra flash mob a Várban
- Drift Flash Mob 2012 Hungary Budapest
- MashFlob :: The Worldwide Flashmob Community
- Lefagyott a Grand Central – YouTube videó
- Szappanbuborék a Moszkva téren – YouTube videó
- Bardóczi Sándor: Villámcsődület! – A cyber térből a köztérbe?
- Kárpáti András: Flashmobok tegnap, ma és holnap (visszahelyezve 2011)
- Táncos villámcsődület Michael Jackson születésnapján
- Drift Flash Mob a Clark Ádám téren – YouTube videó